# حزب وحدة أمة إيران الإسلامية
حزب وحدة أمة إيران الإسلامية (بالفارسية: حزب اتحاد ملت ایران اسلامی) هو حزب سياسي إصلاحي إيراني تأسس عام 2015.

## التأسيس
في يناير 2015، أكدت وزارة الداخلية أنها تلقت طلبًا للحصول على تصريح لتأسيس حزب سياسي جديد. نفذ الإصلاحيون نحو ست مبادرات مماثلة لتشكيل حزب في الأشهر الستة الماضية. تم منحه الإذن رسميًا في 20 أبريل 2015.

## الأعضاء
معظم أعضاء الحزب هم أعضاء سابقون في جبهة المشاركة الإسلامية الإيرانية، المحظورة في عام 2009.  اتهم الحزب بأنه «واجهة» لجبهة المشاركة المحظورة،  وهو الأمر الذي نفاه الحزب.
ويتكون المجلس المركزي للحزب من 30 عضوا بينهم غلام رضا أنصاري وحميد رضا جلايبور وفاطمة رقيعي وجلال جلال زاده. عماد الدين خاتمي، نجل محمد خاتمي هو أيضا أحد أعضاء الحزب.

### قادة الحزب
| الاسم         | الفترة | المرجع |
| ------------- | ------ | ------ |
| علي شكوري راد | 2015–  |        |

| الاسم           | الفترة    | المرجع |
| --------------- | --------- | ------ |
| غلام رضا أنصاري | 2015-2017 |        |
| أذر منصوري      | 2017–     |        |

### أصحاب المناصب الحاليين
البرلمان
- فريد موسوي (طهران، ري، شميرانات، إسلام شهر)

مجلس مدينة طهران
- زهرة صدر عزام نوري
- إلهام فخاري
- علي عطا
- آراش حسيني ميلاني
- محمود ميرلوحي

## الانتخابات
كان ينوي الحزب المشاركة في الانتخابات التشريعية الإيرانية لعام 2016،  وكان جزءًا من قائمة الأمل.